# La Plaine-sur-Mer
La Plaine-sur-Mer é uma comuna francesa na região administrativa do País do Loire, no departamento de Loire-Atlantique. Estende-se por uma área de 16.39 km². Em 2010 a comuna tinha 4 455 habitantes (densidade: 271,8 hab./km²).